# Mycomya hebrardi
Mycomya hebrardi is een muggensoort uit de familie van de paddenstoelmuggen (Mycetophilidae). De wetenschappelijke naam van de soort is voor het eerst geldig gepubliceerd in 1980 door Vaisanen & Matile.